# Pilatus P-5
Die Pilatus P-5 war ein einmotoriges Flugzeug des Herstellers Pilatus Aircraft, das jedoch über das Planungsstadium nicht hinauskam.
Der Entwurf des Pilatus P-5 entstand 1951. Auftraggeber war das Eidgenössische Militärdepartement (EMD). Es handelte sich um einen einmotorigen zweisitzigen Hochdecker mit festem Spornradfahrwerk, der zur Kampf- und Artilleriebeobachtung (KAB) dienen sollte. Es war vorgesehen, den Rumpf als Stahlrohrgerippe zu bauen und mit Blech zu verkleiden, die Tragflächen und das Leitwerk dagegen als stoffbespanntes Leichtmetallgerippe auszuführen. Für die Tragflächen waren feste Vorflügel und Landeklappen vorgesehen. Pilot und Beobachter hätten in der grosszügig verglasten Kabine über eine ausserordentlich gute Sicht nach allen Seiten verfügt, dank gewölbten Seitenfenstern auch senkrecht nach unten. Es blieb jedoch nur bei dem Projektentwurf und kein Prototyp wurde gebaut.

## Technische Daten
Ein luftgekühlter Sechszylinder-Reihenmotor Walter Minor 6-III mit einer Leistung von 160 PS
- Spannweite 12,00 m
- Länge 9,20 m
- Höhe 2,50 m
- normales Fluggewicht 860 kg
- Höchstgeschwindigkeit 190 km/h
- Landegeschwindigkeit 53 km/h
- Steigleistung 6 m/s
- Dienstgipfelhöhe 4800 m
- Startrollstrecke 65 m
- Landerollstrecke 50 m